# 小泉潤二
小泉 潤二（こいずみ じゅんじ、1948年 - ）は、日本の文化人類学者。大阪大学名誉教授。学位は、Ph.D.（人類学博士（Ph.D., Anthropology, Stanford University））（スタンフォード大学、1981年）。東京都生まれ。日本文化人類学会会長。兄は小泉英明。

## 略歴

### 学歴
- 1973年3月、東京大学教養学部教養学科卒業
- 1975年3月、東京大学大学院社会学研究科文化人類学専門課程修士課程修了
- 1980年3月、東京大学大学院社会学研究科文化人類学専門課程博士課程退学
- 1981年6月、スタンフォード大学大学院人類学研究科博士課程修了。Ph.D.

### 職歴
- 1981年7月　アルバータ大学キラム記念博士研究員（Izaak Walton Killam Post-Doctoral Scholar）
- 1982年6月　愛知県立大学文学部講師
- 1985年10月　愛知県立大学文学部助教授
- 1987年4月　新潟大学人文学部助教授
- 1990年4月、大阪大学人間科学部助教授
- 1996年4月、大阪大学人間科学部教授
- 1996年9月、プリンストン高等研究所ハンズマン招聘研究員（Ralph and Doris Hansmann Member, The Institute for Advanced Study, Princeton）（1997年8月まで）
- 2000年4月　大阪大学大学院人間科学研究科教授
- 2004年5月、大阪大学大学院人間科学研究科長・人間科学部長（2006年4月まで）
- 2005年4月、大阪大学研究推進室員・国際交流推進本部員
- 2006年4月、大阪大学総長補佐（2007年8月まで）
- 2007年4月、大阪大学グローバル・コラボレーション・センター長（8月まで）
- 2007年8月、国立大学法人大阪大学理事兼副学長（附属図書館長兼任）
- 2012年　日本文化人類学会第25代会長。
- 2013年、大阪大学を定年退官、名誉教授。5月、国際高等研究所副所長
- 2017年、国際高等研究所を退官。

## 人物
ミシェル・ロザルドウ（en:Michelle Zimbalist Rosaldo）らに師事。なお、博士学位論文「象徴と脈絡――グアテマラの文化における自己と行為の研究」（“Symbol and Context: a study of self and action in a Guatemalan culture”）は、米国南西部人類学会の1981年の最優秀学生論文賞 (Best Student Paper Award at the 1981 Anuual Meetings of the Southwestern Anthropological Association）を受賞している。
クリフォード・ギアツと親交があった。

## 編纂
- Dynamics of Cultures and Systems in the Pacific Rim : Anthropological Studies 大阪大学出版会、c2003
- 『実践的研究のすすめ 人間科学のリアリティ』志水宏吉共編 有斐閣　2007

## 論考
- 「テクストとしての文化—C.ギアツ『文化の解釈』」, 『社会学ベーシックス 第3巻　文化の社会学』井上俊・伊藤公雄編、京都：世界思想社、292頁、2009。

## 翻訳
- マイケル・D.コウ『メキシコ インディオとアステカの文明を探る』寺田和夫共訳　学生社　1975
- クリフォード・ギアツ『ヌガラ 19世紀バリの劇場国家』みすず書房　1990
- クリフォード・ギアツ『解釈人類学と反=反相対主義』編訳　みすず書房　2002